# 南永宁站
南永宁站是一个侯西线上的铁路车站，位于陕西省渭南市合阳县防虏寨乡，建于1971年，目前为四等站，邮政编码为715312。目前客运：办理旅客乘降；行李、包裹托运；货运：办理整车货物发到。